# Nega Mezlekia
Nega Mezlekia (amh. ነጋ መዝለክአ, ur. 1958 w Dżidżiga) – etiopski pisarz tworzący w języku angielskim.
Jako nastolatek popierał działania Dergu i Mengystu Hajle Marjama, zmierzające do obalenia Haile Selassie, potem stał się krytykiem reżimu i wstąpił do jednej ze zbrojnych grup opozycyjnych. W 1983 roku porzucił pracę na Uniwersytecie Haramaya i wyjechał do Holandii, gdzie Wageningen University & Research przyznał mu stypendium pozwalające na podjęcie studiów inżynieryjnych. W Holandii spędził dwa lata, następnie wyjechał do Kanady. 
W 2000 roku opublikowana została jego pierwsza książka, Notes from the Hyena's Belly (Zapiski z brzucha hieny) oparta na wątkach autobiograficznych. Została ona uhonorowana nagrodą Gubernatora Generalnego (Governor General's Award for English-language non-fiction). Wkrótce po przyznaniu tej nagrody, kanadyjska poetka Anne Stone oświadczyła, że to ona, jako ghostwriter jest faktyczną autorką większości tekstu (oprócz ostatnich 20 stron). Nega Mezlekia oskarżył ją o zniesławienie, argumentując, że jej rola polegała na zredagowaniu tekstu i poprawie języka angielskiego (jego językiem ojczystym jest amharski).  Sprawa ta wywołała szeroką dyskusję o relacji pomiędzy autorem, a edytorem/wydawcą. Rezultat sprawy sądowej został utajniony. 

## Wybrana twórczość
- Notes from the Hyena's Belly (2000)
- The God Who Begat a Jackal (2002)
- The unfortunate marriage of Azeb Yitades (2006)
- Media Blitz: A Personal Battle (2009)